# Ruellia anthracina
Ruellia anthracina là một loài thực vật có hoa trong họ Ô rô. Loài này được Leonard miêu tả khoa học đầu tiên năm 1943.